# سكوت فيرث
سكوت فيرث هو لاعب كرة قدم كندي في مركز الوسط، ولد في 2 مارس 2001 في هاليفاكس في كندا. لعب مع نادي هاليفاكس واندرورز.

## وصلات خارجية
- سكوت فيرث على موقع قاعدة بيانات كرة القدم.إي يو (الإنجليزية)
- سكوت فيرث على موقع Soccerway.com (الإنجليزية)